# 角田隆 (財務官僚)
角田 隆（つのだ たかし）は、日本の財務官僚。復興庁事務次官（第12代）などを務めた。

## 来歴
筑波大学附属駒場高等学校から東大文科一類に入学。1988年（昭和63年）に東大法学部を卒業後、大蔵省入省。
1993年7月 主税局国際租税課外国人係長。1994年7月10日 上田税務署長。2002年7月 財務省主計局主計官補佐（公共事業総括、公共事業第一、二係主査）。2004年7月2日 大臣官房文書課長補佐兼大臣官房文書課広報室長。その後は石川県総務部長、荒井経済財政担当大臣兼国家戦略担当大臣秘書官（事務担当）、大臣官房企画官兼主計局総務課兼主計局法規課、主計局主計官（国土交通、公共事業総括担当）などを務め、2016年6月17日 主計局総務課長。2021年7月8日 理財局長。2022年6月28日より復興庁統括官。2023年7月4日に復興庁事務次官に就任する。